# Ariel (luna)
Ariel je dvanajsti od Uranovih znanih naravnih satelitov. Odkril ga je Lassell leta 1851.
Ariel je nagajiv zračni duh v Shakespearjevem delu The Tempest.
Ariel in Titania sta si precej podobna, čeprav je Titania za 35 odstotkov večja. Vse Uranove velike lune so sestavljene iz okoli 40-50% vodnega ledu, preostalo je kamen, nekako večji del kamna kot pri Saturnovih velikih lunah kot je Rea.
Arielovo površje je mešanica krateriziranega površja in sistema med seboj povezanih dolin, dolgih več sto kilometrov (desno zgoraj) in več kot 10 km globokih. To je podobno, vendar precej večje in obširnejše kot na Titanii. Nekateri kraterji izgledajo napol pogreznjeni. Arielovo površje je razmeroma mlado (čeprav starejše kot pri Enkeladu); verjetno je bil na delu nekakšen proces prepovršinjenja. Nekateri grebeni v sredini dolin so interpretirani kot izbruhi ledu.
Ariel je bil mogoče davno nazaj vroč v notranjosti, toda danes je hladen. Mogoče so doline razpoke, ki so se naredile, ko je Ariel zmrznil. 